# Distretto di San Martín
Il distretto di San Martín è uno dei cinque  distretti della provincia di El Dorado, in Perù. Si trova nella regione di San Martín e si estende su una superficie di 562,57 chilometri quadrati.

Istituito il 6 aprile 1962, ha per capitale la città di San Martín; al censimento 2005 contava 8.304 abitanti.